# جانی رودریگز
جانی رودریگز (انگلیسی: Jony Rodríguez؛ زادهٔ ۹ ژوئیهٔ ۱۹۹۱) بازیکن فوتبال اهل اسپانیا است.
از باشگاه‌هایی که در آن بازی کرده‌است می‌توان به باشگاه فوتبال دپورتیوو آلاوس، باشگاه ورزشی لاتزیو، باشگاه فوتبال رئال اویدو، باشگاه فوتبال اسپورتینگ خیخون، باشگاه فوتبال اوساسونا، باشگاه فوتبال مالاگا، و باشگاه فوتبال بارسلونا اشاره کرد.